# Сахат кула
Сахат кула в Кюстендил е построена през 1665 г. по времето на управлението на великите везири Кьопрюлю. Тя е символа на османския Кюстендил, който бил един от малкото градове на Балканския полуостров през XVII век със своя часовникова кула.
Намирала се на около 30-40 м североизточно от днешната църква „Успение Богородично“, в южния край на централния градски площад „Велбъжд“. 
Часовниковата кула представлявала призматично тяло с основа 5 метра и височина 25 метра, изградено на три пояса: първи от необработени камъни споени с хорасан, вторият – керпич, а третият от дъски. Над третия пояс се издигал пирамидален покрив на върха на който се намирала малка дървена кабинка в която била инсталирана часовниковата камбана.

## Часовниковата камбана
В началото на XIX век в знак на приятелство и по инициатива на гостуващия скопски паша Кюстендил и Скопие разменят часовниковите си камбани. В резултат от това рокадо Кюстендил се сдобил с най-старата часовникова камбана в България. По този начин старата скопска камбана от Саат кула (Скопие) се озовала на Сахат кула. След събарянето на Сахат кула, непосредствено след освобождението на България, старата скопска градска камбана (излята изпърво за църквата „Свети Никола“ през 1429 г.) била преместена на сградата на Педагогическото училище в Кюстендил през 1894 г. След монтирането на часовниковия ѝ механизъм от софийския майстор Георги Михайлов, на всеки кръгъл час от 1898 г. най-старата часовникова камбана в България отброява времето. Професор Йордан Иванов счита надписа върху часовниковата камбана за най-стария запазен славянобългарски камбанен надпис.
Камбаната на Сахат кула е излята през 1429 година в рударския център Ново бърдо, и отброявала времето последователно в Люботен, Скопие, Кюстендил, а след Освобождението и за Генералния щаб на Българската армия по време на войните за национално обединение. През XXI век отброява все още времето за Община Кюстендил и за кюстендилци.